# Arabis coronata
Arabis coronata är en korsblommig växtart som beskrevs av Takenoshin Nakai. Arabis coronata ingår i släktet travar, och familjen korsblommiga växter. Inga underarter finns listade i Catalogue of Life.